# 地球規模課題審議官
地球規模課題審議官（ちきゅうきぼかだいしんぎかん）は、国家公務員の役職の一つであり、外務省の大臣官房に置かれる職であるが、実務においては国際協力局の業務の一部を行っている。

## 職務
「地球規模課題審議官は、命を受けて、外務省の所掌事務のうち経済協力に関する分野別の計画の作成、社会の分野に係る事項及び経済の分野に属する問題であって、人類共通の福祉のため、国際社会が共同して取り組む必要があるものに係る事項並びにこれらの事項及び経済協力に関連する国際機関等に関する事項に係る重要事項についての企画及び立案に参画し、関係事務を総括整理する。」（外務省組織令第16条第5項）
平成18年（2006年）外務省機構改革の際に設置された。その下に「地球規模課題審議官組織」がある。

## 歴代の地球規模課題審議官
- 鶴岡公二（2006年 - 2008年）
- 杉山晋輔（2008年 - 2011年）
- 平松賢司（2011年 - 2012年）
- 石井正文（2012年 - 2013年）
- 香川剛廣（2013年 - 2014年）
- 尾池厚之（2014年 - 2016年）
- 相星孝一（2016年 - 2017年）
- 鈴木秀生（2017年 - 2019年）
- 塚田玉樹（2019年 - 2020年）
- 小野啓一（2020年 - 2022年）
- 赤堀毅（2022年 - ）